# Gyllenhielm
Navnet Gyllenhielm (Gyldenhielm) blev givet til udenomsægteskabelige børn af Gustav Vasas efterkommere. Otte frillebørn blev anerkendt og fik navnet Gyllenhielm. På den tid var det ikke usædvanligt at anerkende børn som var født udenfor ægteskabet af en frille, hverken blandt kongelige eller i almuen i middelalderens Sverige. Magnus Erikssons landslov fra 1350 beskrev hvordan frillebørn skulle opdrages og gav dem en vis arveret.

## Familierne Gyllenhielms oprindelse

### Johan III's børn med Karin Hansdotter
Karin Hansdotter førte som våben en sparre og tre stjerner. Om hendes person ved vi kun lidt.
1. Sofia Johansdotter (Gyllenhielm), 1556 (1559) - 1583. Hun fik ret at bære samme våben som broderen. Gift 1580 med friherren Pontus De la Gardie og blev anmoder til flere svenske högadliga ätter.
2. Julius Gyllenhielm, 1559-nytåret 1580-81. 1580 udnævnt til kommandant på Åbo slott. Ugift, men anføres som trolovet med grev Per Brahe d.æ.s datter Karin.
3. Lucretia Johansdotter (Gyllenhielm), født 1561, død 1585. Ugift. Var trolovet med friherre Carl Gustafsson Stenbock. Hun fik ret at bære samme våben som broderen.

### Hertug Magnus
Magnus Gustafsson Vasa (1542-1595)
frille: Valborg Eriksdotter
1. Virginia 1560 - ca. 1572.
2. Lucretia Magnusdotter Gyllenhielm 1562-1624, gifttmed Christoffer von Wernstedt.

frille: Anna von Haubitz
1. Helena Magnusdotter Gyllenhielm 1572-1630, gift med Volmar Yxkull og blev stammoder til slægten Meijendorff von Yxkull nr. 74.

### HertugKarls(Karl IX's) barn med Karin Nilsdotter
Karin Nilsdotter var datter af præsten Nicolaus Andreae fra Husaby i Östergötland.
1. Carl Carlsson Gyllenhielm 1574-1650

### Hertug Karl Filips barn med Elisabet Ribbing
Karl Filip 1601-1622, var søn af Karl IX og Kristina af Holstein-Gottorp (som havde været forlovet med Karls brorsøn Sigismund). Karl Filip havde indgået et hemmeligt ægteskab med Elisabet Ribbing (som var søster til Carl Carlsson Gyllenhielms kone Kristina).
1. Elisabet Carlsdotter (Gyllenhielm) 1622-1685, gifta med 1) Axel Turesson (Nat och Dag), søn: Karl Axelsson (Nat ocg Dag) 2) Balthasar Marschalck. Begravet i Strängnäs domkyrka.